# Tripanurga pachyproctosa
Tripanurga pachyproctosa är en tvåvingeart som beskrevs av Parker 1919. Tripanurga pachyproctosa ingår i släktet Tripanurga och familjen köttflugor. Inga underarter finns listade i Catalogue of Life.